# Multidentia
Multidentia là một chi thực vật có hoa trong họ Thiến thảo (Rubiaceae).

## Loài
Chi Multidentia gồm các loài: